# Unterseeboot 169
L'Unterseeboot 169 (ou U-169) est un sous-marin allemand (U-Boot) de type IX.C/40 utilisé par la Kriegsmarine pendant la Seconde Guerre mondiale.

## Historique
Mis en service le 16 novembre 1942, l'Unterseeboot 169 reçoit sa formation à Stettin en Pologne au sein de la 4. Unterseebootsflottille jusqu'au 1er mars 1943, il est affecté dans une formation de combat à Lorient en France dans la 10. Unterseebootsflottille qu'il atteindra jamais.
Il quitte le port de Kiel pour sa première patrouille le 18 mars 1943 sous les ordres de l'Oberleutnant zur See Hermann Bauer pour rejoindre en fin de mission la base sous-marine de Lorient.

Après dix jours en mer, l'U-169 est coulé le 27 mars 1943 au sud de l'Islande à la suite d'une attaque aérienne par des charges de profondeur lancées d'un bombardier américain B-17 Flying Fortress du 206e escadron. Les 54 hommes d'équipage meurent dans cette attaque.
Il repose au fond de la mer à la position géographique de 60° 54′ N, 15° 25′ O.

## Affectations successives
- 4. Unterseebootsflottille du 16 novembre 1942 au 1er mars 1943 (entrainement)
- 10. Unterseebootsflottille du 1er mars 1943 au 31 octobre 1944 (service actif)

## Commandement
- Oberleutnant zur See Hermann Bauer du 16 novembre 1942 au 27 mars 1943

## Patrouilles
|       | Commandant          | Départ       | Départ | Arrivée      | Arrivée | Jours    | Succès |
| ----- | ------------------- | ------------ | ------ | ------------ | ------- | -------- | ------ |
| 1     | Oblt. Hermann Bauer | 18 mars 1943 | Kiel   | 27 mars 1943 | Coulé   | 10 jours |        |
| Total | Total               | Total        | Total  | Total        | Total   | 10 jours | 0 t    |

Note : Oblt. = Oberleutnant zur See

## Navires coulés
L'Unterseeboot 169 n'a coulé, ni endommagé aucun navire au cours de l'unique patrouille (10 jours en mer) qu'il effectua.